# Старец острова
Ста́рец о́строва (эст. Saare taat) —  персонаж эстонского народного эпоса «Калевипоэг». Упоминается в четвёртой, пятой и шестой песнях эпоса.

## Песнь четвёртая
Плавание Калевипоэга * Девушка-островитянка * Песнь о море
Калевипоэг могучими гребками плывёт по морю к берегу Финляндии, чтобы спасти свою мать Линду из рук похитившего её финского знахаря Туслара. Около полуночи он достигает острова, где решает остановиться на отдых. Перед тем, как лечь спать, он слышит девичье пение и знакомится с юной и доверчивой островитянкой. Они сидят рядом на прибрежном камне и разговаривают. 
Вдруг раздаётся крик девушки. Её родители слышат этот крик, и отец идёт узнать, что случилось:
Крик её отец услышал,
Голос дочки мать узнала.
Сна ярмо они стряхнули,
Путы дрёмы размотали...
Старец острова мгновенно
Сон забыл, вскочил с постели,
В руки ухватил дубину,
Выбежал в ночную темень...
А когда старик увидел
Мужа сильного у моря,
Выпала из рук дубина,
Слово грозное застряло
В пересохших связках горла,
От испуга побелел он.

Калевипоэг. Песнь IV. Эскиз (Девушка-островитянка). Hando Mugasto. 1934—1935

Калевипоэг, не объяснив, почему кричала девушка, сразу спрашивает старца, не видел ли тот Туслара. Старец острова отвечает, что уже много месяцев он не видел «парус Туслара над морем» и интересуется происхождением Калевипоэга. Его дочь, услышав, кто является родителями нежданного гостя, пугается, хочет убежать и, оступившись, падает с обрыва в море. Старик начинает громко звать на помощь, а Калевипоэг ныряет за девушкой в море, но не может найти её тела. Сообщив об этом старцу острова, он уплывает прочь.
На призывный крик, на голос
Старца острова, бедняги,
Прибежала мать-старуха
О беде узнать-проведать.
Родители гребут морское дно длинными граблями, чтобы вытащить свою дочь, но безуспешно. Со дна моря они выгребают яйцо орлицы и железный шлем, в котором приносят яйцо домой. На камне находят они башмачки своей дочери, возле ивы — её ожерелья, на песчаной отмели — ленты, на прибрежной гальке — кольца. Родители зовут дочь и слышат её грустную ответную песню.

## Песнь пятая
Калевипоэг в Суоми * Могучий дуб * Расправа с Тусларом
Калевипоэг доплывает до финского берега и ложится на землю отдыхать. В это время родители утонувшей девушки идут посмотреть на дуб и ель, которые выросли из их «подгребков» со дня моря. Они выкапывают оба дерева и сажают их у себя во дворе в память о дочери. Дуб и ель начинают быстро расти:
Старец вышел дуб проведать,
Мать — густую ель проверить.
Подросли и дуб и ёлка.
На сто сажен дуб поднялся...

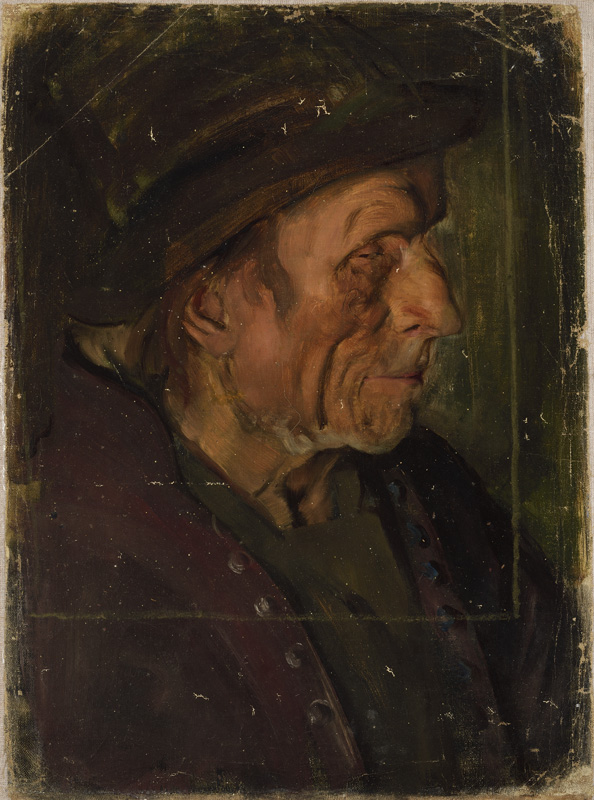
«Старик-эстонец».
Пауль Рауд, 1894

Вернувшись домой, и позже выйдя из дома, старец видит, что дуб вырос до неба, и решает его срубить с помощью сильного человека:
Старец дуб пошёл проведать,
Выше хочет дуб подняться,
Разбросать ветвями тучи...
И пошёл отец за мудрым,
Уговор вести с могучим, — 
Кто срубил бы дуб высокий,
Толстый дуб в широких сучьях.

## Песнь шестая
Покупка меча * Пир и ссора * Мужичок с ноготок срубает дуб
Дуб вырос настолько, что «закрыл всё небо, свет дневной затмил в округе». Старец острова уходит в другие страны в поисках лесорубов, но на его просьбы все они отвечают отказом, говоря, что его дуб сильнее человека. Старец возвращается домой и жалуется жене, что не нашёл лесоруба. Та показывает ему орла, который вырос в их избе из принесённого в железном шлеме яйца. Под крылом орла сидит привязанный верёвкой мужичок ростом в две пяди и с топором в ручонках. 
Дед спросил у мужичонки,
Стал пытать у невелички:
— Золотой мой человечек!
Может, ты мне дуб повалишь,
Сучья крепкие обрубишь?
С мужичка снимают верёвки и он выходит во двор, где вырастает в исполина и за три дня работы наконец срубает дуб, который своим стволом накрывает весь остров. Из этого дуба строят мост, соединяющий Эстонию и Финляндию — «финский мост великий».